# Sääksjärvi

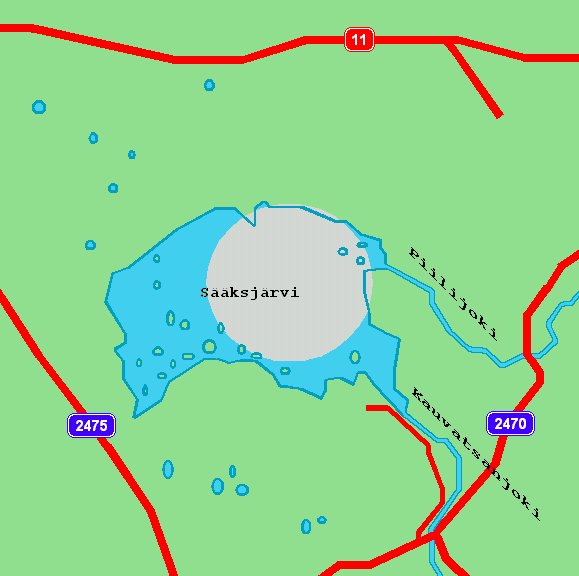
Karte des Sees mit Lage des Impaktkraters

Der Sääksjärvi ist ein See in der finnischen Landschaft Satakunta.
Der 33,18 km² große See liegt etwa 30 km östlich von Pori auf einer Höhe von 49 m.
Der Piilijoki mündet am Nordostufer in den See. Der Kauvatsanjoki entwässert den Sääksjärvi an dessen Südostende und fließt zum nahen Kokemäenjoki.
Der See überdeckt einen Impaktkrater, dessen Durchmesser 5 km beträgt. Das Alter des Impakts wird auf 602±17 Millionen Jahre geschätzt.